# Kim Wan
Kim Wan (27 maart 1961) is een voormalig Zuid-Koreaans professioneel tafeltennisser. Hij speelt rechtshandig met de penhoudergreep. Kim is zijn achternaam.
Hij vertegenwoordigde zijn land op de Olympische Zomerspelen 1988 maar won geen medailles.

## Belangrijkste resultaten
- Zilver in het enkelspel op de Wereldbeker tafeltennis in 1984.
- Brons in het enkelspel op de Wereldbeker tafeltennis in 1986.